# Крістофер Самба
Крістофер Самба (фр. Christopher Samba, нар. 28 березня 1984, Кретей) — французький і конголезький футболіст, що грав на позиції захисника.
Виступав, зокрема, за клуби «Блекберн Роверз» та «Динамо» (Москва), а також національну збірну Республіки Конго.

## Клубна кар'єра
У дорослому футболі дебютував 2003 року виступами за команду клубу «Седан», в якій провів один сезон, взявши участь у 3 матчах чемпіонату. 
Згодом з 2004 по 2007 рік грав у складі команд клубів «Герта» II та «Герта».
Своєю грою за останню команду привернув увагу представників тренерського штабу клубу «Блекберн Роверз», до складу якого приєднався 2007 року. Відіграв за команду з Блекберна наступні п'ять сезонів своєї ігрової кар'єри. Більшість часу, проведеного у складі «Блекберн Роверз», був основним гравцем захисту команди.
Протягом 2012—2013 років захищав кольори клубів «Анжі», «КПР» та знову «Анжі».
У 2013 році уклав контракт з клубом «Динамо» (Москва), у складі якого провів наступні три роки своєї кар'єри гравця. 
Протягом 2016—2017 років захищав кольори команди клубу «Панатінаїкос».
Завершив професійну ігрову кар'єру у клубі «Астон Вілла», за команду якого виступав протягом 2017—2018 років.

## Виступи за збірну
У 2004 році дебютував в офіційних матчах у складі національної збірної Республіки Конго. Протягом кар'єри у національній команді, яка тривала 10 років, провів у її формі 26 матчів, забивши 1 гол.